# Vanguard
「Vanguard」（ヴァンガード）は、JAM Projectの43枚目のシングル。2011年2月23日にLantisから発売された。

## 概要
前作「MAXON」から約4ヶ月ぶりのリリースであり、2011年1作目のシングル。
表題曲「Vanguard」は、テレビアニメ『カードファイト!! ヴァンガード』及び『カードファイト!! ヴァンガード 英語版』のオープニングテーマとして使用されている。また、シングル作品のテレビアニメのタイアップは43枚目のシングル「TRANSFORMERS EVO.」から3作連続。
表題曲の作詞、作曲は36枚目のシングル「レスキューファイアー」から8作連続で影山ヒロノブが手掛けている。カップリング曲の作詞、作曲はきただにひろしが手掛けている。きただにがカップリング曲を手掛けるのは41枚目のシングル「TRANSFORMERS EVO.」以来。

## 収録曲
1. Vanguard [3:36]
作詞・作曲：影山ヒロノブ、編曲：安瀬聖
テーマは、「勝負」、「友情」、「成長」である。また、既存の楽曲と同様にコーラスはコーラス・グループの構成になっている[1]。
2. Go! Stand up! [3:38]
作詞・作曲：きただにひろし、編曲：三宅博文
3. Vanguard（off vocal）
4. Go! Stand up!（off vocal）

## 収録作品
| 発売日        | タイトル                                                                        | 備考                     |
| Vanguard      | Vanguard                                                                        | Vanguard                 |
| ------------- | ------------------------------------------------------------------------------- | ------------------------ |
| 2011年4月6日  | JAM Project Symphonic Album Victoria Cross                                      | シンフォニック・アルバム |
| 2011年5月11日 | GOING 〜JAM Project BEST COLLECTION VIII〜                                      | 8thベスト・アルバム      |
| 2013年3月6日  | カードファイト!! ヴァンガード ベストアルバム スタンドアップ!ザ・ベストソングス! |                          |
| Go! Stand up! |                                                                                 |                          |
| 2011年5月11日 | GOING 〜JAM Project BEST COLLECTION VIII〜                                      | 8thベスト・アルバム      |